# Melancholic
Melancholic (メランコリック?, Merankorikku) è il diciottesimo singolo della rock band visual kei giapponese Plastic Tree. È stato pubblicato il 28 luglio 2004 dall'etichetta major Universal Music.

## Tracce
Dopo il titolo è indicata fra parentesi "()" la grafia originale del titolo.
1. Melancholic (メランコリック?) - 5:11 (Ryūtarō Arimura)
2. Synthesis (ジンテーゼ?) - 5:15 (Tadashi Hasegawa - Akira Nakayama)

## Altre presenze
- Melancholic:
  - 25/08/2004 - cell.
  - 26/10/2005 - Best Album
- Synthesis:
  - 05/09/2007 - B men gahō

## Formazione
- Ryūtarō Arimura - voce e seconda chitarra
- Akira Nakayama - chitarra e cori
- Tadashi Hasegawa - basso e cori
- Hiroshi Sasabuchi - batteria